# Чемпіонат світу з художньої гімнастики 1996
Чемпіонат світу з художньої гімнастики 1996 пройшов з 19 по 23 червня в місті Будапешт, Угорщина.
У цьому чемпіонаті світу не було змагань з абсолютної та командної першості.

## Медалісти
| Дисципліна         | Золото                      | Срібло                                                           | Бронза                |
| Особиста першість  | Особиста першість           | Особиста першість                                                | Особиста першість     |
| ------------------ | --------------------------- | ---------------------------------------------------------------- | --------------------- |
| Вправа з м'ячем    | Катерина Серебрянська (UKR) | Лариса Лук'яненко (BLR) Марія Петрова (BUL) Аміна Заріпова (RUS) | Нікого не нагороджено |
| Вправа зі стрічкою | Олена Вітриченко (UKR)      | Яніна Батиршина (RUS)                                            | Євгенія Павліна (BLR) |
| Вправа з булавами  | Аміна Заріпова (RUS)        | Олена Вітриченко (UKR)                                           | Марія Петрова (BUL)   |
| Вправа з скакалкою | Лариса Лук'яненко (BLR)     | Катерина Серебрянська (UKR)                                      | Діана Попова (BUL)    |

## Медалісти (групові вправи)
| Дисципліна          | Золото         | Срібло         | Бронза         |
| Групові вправи      | Групові вправи | Групові вправи | Групові вправи |
| ------------------- | -------------- | -------------- | -------------- |
| Групова першість    | Болгарія       | Іспанія        | Білорусь       |
| 5 обручів           | Білорусь       | Росія          | Україна        |
| 3 м'ячі + 2 стрічки | Іспанія        | Росія          | Білорусь       |

## Медальний залік
| Місце               | Країна              | Золото | Срібло | Бронза | Загалом |
| ------------------- | ------------------- | ------ | ------ | ------ | ------- |
| 1                   | Україна             | 2      | 2      | 1      | 5       |
| 2                   | Білорусь            | 2      | 1      | 3      | 6       |
| 3                   | Росія               | 1      | 4      | 0      | 5       |
| 4                   | Болгарія            | 1      | 1      | 2      | 4       |
| 5                   | Іспанія             | 1      | 1      | 0      | 2       |
| Загалом (5 збірних) | Загалом (5 збірних) | 7      | 9      | 6      | 22      |